# Opa (banda)
Opa fue una banda uruguaya de rock progresivo latinoamericano fundada en los Estados Unidos por Ringo Thielmann, junto a Hugo y Osvaldo Fattoruso. Fusionó jazz, candombe y rock, entre otros géneros. 

## Historia
Cuando llegamos, decidimos que teníamos que ponernos un nombre para laburar, y surgió Opa, que es una especie de ¡Hola!, saludo típicamente uruguayo.
Hugo Fattoruso, entrevista en El Expreso Imaginario, mayo de 1981.

Tras la disolución de Los Shakers en 1968, los hermanos Hugo y Osvaldo Fattoruso grabaron el disco La Bossa Nova de Hugo y Osvaldo para finalizar el contrato con la discográfica de Los Shakers. Hugo "Ringo" Thielmann, excompañero de los hermanos Fattoruso en The Hot Blowers (conjunto de jazz anterior a Los Shakers), se había radicado en Estados Unidos y llamó a los hermanos Fattoruso para formar una banda. Como trío comenzaron a tocar en clubes hasta que fueron descubiertos por Airto Moreira, músico brasileño que formaba parte de la corriente de jazz fusión y jazz rock que se venía desarrollando en Estados Unidos. Airto había tocado junto a Miles Davis en la época fundacional de la corriente. En 1973 los hermanos Fattoruso y Thielmann participaron en el disco Fingers de Airto. Hugo Fattoruso ocupó un importante espacio en la composición del mismo. “Fingers (El Rada)”, es el tema que le da nombre al disco, y se trata de una versión de la canción “Dedos” que Ruben Rada y Eduardo Useta habían compuesto para Totem. En 1976 Airto les consiguió un contrato con el sello Milestone (subsidiaria de Fantasy Records.)

### Registros fonográficos
En 1975 el trío había grabado sus primeras canciones de estudio en Nueva York. Se trataba de una maqueta que vería la luz en 1996 al editarse en Uruguay con el nombre Back Home. En las sesiones acompañó Pappo Atiles en congas y percusión. 

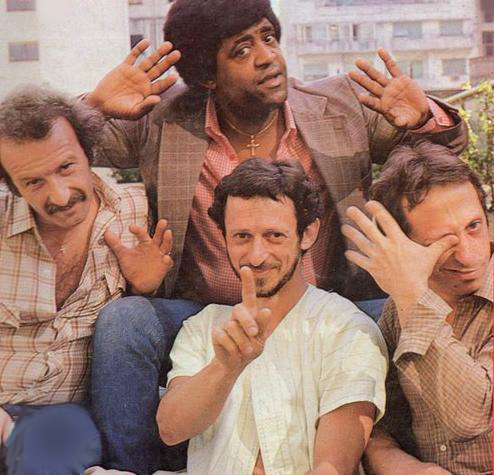
OPA. Foto de tapa, revista El Expreso Imaginario, mayo de 1981.

En 1976 grabaron su primer disco, Goldenwings, para Milestone Records. Participaron: David Amaro en guitarra, Hermeto Pascoal en flauta y percusión y Airto Moreira en percusión. El disco obtuvo buenas críticas en el circuito del jazz, y se editó internacionalmente, pero la discográfica no apostó a su difusión. A pesar de contener candombe, dos temas de Ruben Rada y un tema homenaje a Totem, los integrantes de Opa no quedaron conformes con la identidad del disco. En 1977, para la grabación de Magic Time, su segundo disco, llegó Rada. Colaboraron Airto en percusión, Flora Purim en voces y se sumó el guitarrista Barry Finnerty. El disco contiene el clásico de la música uruguaya “Montevideo”.
Cansados por no haber entrado en la gran difusión, se desarmaron como banda. Hugo y Rada participaron en el disco I'm Fine. How Are You? (1977) de Airto, y Hugo en Slaves Mass (1977) de Hermeto Pascoal y That's What She Said (1978) de Flora Purim.
En 1977, se podía percibir, además, en Estados Unidos, una decadencia del jazz rock y del rock progresivo que se explica, entre otros factores, por el advenimiento del punk y la música disco.
En 1981 surgió una propuesta para tocar en Buenos Aires como teloneros de Milton Nascimento y de grabar un disco en estudio. En el Río de la Plata se habían convertido en una banda de culto. En mayo de 1981 fueron tapa de la revista argentina El Expreso Imaginario. Y en el copete de la entrevista a la banda el periodista Pipo Lernoud escribió sobre Opa:

(...) hay un camino ininterrumpido de evolución que incluye (...) haber dado forma definitiva al candombe electrónico, abriendo un enorme canal creativo para la música local.

En los Estudios ION de Buenos Aires grabaron, con el nombre de Otroshakers, el álbum A Los Shakers, otro disco muy bien recibido por la crítica.

### Opa en Uruguay
En abril de 1981 Opa se presentó por primera vez en Montevideo. Fueron dos recitales en el Cine Plaza. Las presentaciones generaron mucha expectativa en el público y también en los músicos, y representaron un acontecimiento histórico para la corriente uruguaya del candombe beat. Actuaron como invitados Eduardo Mateo, Jaime Roos y Jorginho Gularte. Jaime Roos, que había regresado un día antes después de cuatro años en Europa, calificó a la experiencia como la mayor emoción musical de su vida.
Opa volvió a reunirse el 17 de octubre de 1987, para dar un show en el Teatro de Verano, también con músicos invitados. Del encuentro se editó el álbum Opa en Vivo (Orfeo. 1988), reeditado como En vivo 87' & Rarities (Melopea. 2001) con tres temas extra, demos grabados en estudio por el trío original en Nueva York, en 1974: “Tombo”, “La manada” y “Brother Rada”. 
En 2000 Ringo Thielmann actuó como invitado en un recital del Trío Fattoruso (Hugo, Osvaldo y Francisco) en el teatro El Galpón.[cita requerida] La última actuación oficial de Opa fue en marzo de 2005, en el Teatro Solís de Montevideo, y fue registrada en video para medios locales de TV.

## Discografía

### Álbumes de estudio
- Goldenwings (Milestone Records. 1976)
- Magic Time (Milestone Records. 1977)
- A Los Shakers (Sazam Records. 1981) (Opa como Otroshakers)
- Back Home (Perro Andaluz. 1996) Primera maqueta registrada por el grupo, grabada en 1975.

### Álbumes en vivo
- Opa en vivo (Orfeo. 1988) Reeditado con tres canciones extra como Opa en vivo 87' & Rarities (Melopea Discos. 2001)

### Álbumes recopilatorios
- The Candombe Jazz 'n' Funk Vibe 1975 - 1977 (Nuevos Medios. 2003) Incluye los discos Goldenwings y Magic Time, más dos temas de Back Home: "Brooklynville" y "One+One+One Is Two".